# OZW
OZW (Onkel Zbynda's Winterrock) je česká rocková skupina, která byla řazena k experimentálnější části nové vlny. Spojovala postupy punk rocku (rychlý rytmus, křičený zpěv) a minimalistického alternativního rocku s prvky industriální hudby. Charakteristická pro ni byla originální pódiová show založená na používání bizarních masek, také v textech se pohybovala od punkového sklonu ke společenské satiře („Zákoník práce“, „Zase jeden!“) přes absurdní a šibeniční humor („Igelitovej Pepík“, „Veselá historka“) po vytváření hypnotické horrorově odlidštěné atmosféry („Kobox“, „Bych“).
Skupinu založil v roce 1980 básník, kunsthistorik a experimentální filmař Zdeněk Lorenz a pojmenoval ji podle povídky Ivana Vyskočila Onkel Zbynda's Winterrock o kouzelném zimníku strýce Zbyndy, který je branou do paralelní reality. Původní sestavu OZW tvořili vedle autora a zpěváka Lorenze Pavel Marášek (kytara), Luděk Staněk (kytara), Michal Borek (baskytara) a Vojtěch Kovařík (bicí). Od roku 1984 kapelu posílili Vladimír Šťástka, Ivan Rut a Jiří Pátek z Visacího zámku, který tehdy nekoncertoval kvůli odchodu většiny členů na vojnu. Zvuk skupiny v té době také obohatil saxofon (Miroslav Röthing) a klávesové nástroje (Jan Mayer). V roce 1985 skupina vystupovala v amatérském dokumentárním videofilmu Hudba '85, v roce 1990 vydala u Pantonu v edici Rock Debut EP desku obsahující skladby „Bych“, „Zase jeden!“, „Brusič Jíra“, „Někdy někde“ a „Pěší zóna“. V roce 1996 nová sestava, v níž byli Milan Fibiger a Slávek Simon, nahrála jediné dlouhohrající studiové album Nevergreeny. Soubor přestal vystupovat v roce 1999.
V roce 2016 vydala firma Black Point Records živou nahrávku z vystoupení OZW v závodním klubu Motorletu v roce 1985, při této příležitosti se konal v pražském rockovém klubu Vagon koncert, na kterém místo zesnulého Lorenze zpíval písně OZW Zdeněk Hmyzák Novák ze skupiny Ženy.